# Муниципальное образование «Ныгда»
Ныгдинское сельское поселение — муниципальное образование со статусом сельского поселения в
Аларском районе Иркутской области России. Административный центр — посёлок Ныгда.

## Население
| 2010 | 2011 | 2012 | 2013 | 2014 | 2015 | 2016 | 2017 |
| ---- | ---- | ---- | ---- | ---- | ---- | ---- | ---- |
| 819  | ↘816 | ↘802 | ↘788 | ↘781 | ↘780 | ↘765 | ↘746 |

По результатам Всероссийской переписи населения 2010 года численность населения муниципального образования составила 819 человек, в том числе 418 мужчин и 401 женщина.

## Состав сельского поселения
| № | Населённый пункт  | Тип населённого пункта          | Население |
| - | ----------------- | ------------------------------- | --------- |
| 1 | Буркова (деревня) | деревня                         | ↗140      |
| 2 | Ныгда             | деревня, административный центр | ↘645      |
| 3 | Халта             | деревня                         | →17       |